# Design Science License

Design Science License (DSL) est une licence copyleft pour tout type d'œuvre libre tels que du texte, des images ou encore de la musique. 
Contrairement aux autres licences open-source, il était prévu d'utiliser la DSL pour tout type d'œuvre pouvant être soumis à un copyright, incluant la documentation et le code source. C'était la première licence de type « copyleft généralisé ».
La DSL a été écrite par Michael Stutz.
Le DSL a été écrit dans les années 1990, avant la formation de Creative Commons. Une fois que le Creative Commons est arrivé, Stutz a considéré l'expérience qu'était le DSL comme « terminé » et a arrêté de recommander son utilisation.